# 위상 이성질체
위상 이성질체(영어: topoisomer)는 분자의 위상수학적 구조가 다른 이성질체이다.

## 같이 보기
- 기계적으로 맞물린 분자 구조(mechanically interlocked molecular architecture)이다.
- 카테네인
- 로탁세인(rotaxane)
- 분자 매듭
- 입체 이성질체